# Mexifornia
A Mexifornia (eredeti cím: Bordertown) 2016-ban bemutatott amerikai animációs sorozat. A sorozat alkotója Mark Hentemann, a zenét Mark Mothersbaugh szerezte, a producerek között pedig megtalálható a Family Guy alkotója, Seth MacFarlane is. A történet két család történetét követi nyomon, akik egy az amerikai-mexikói határon elhelyezkedő városban élnek. Az eredeti szinkronhangok közt megtalálható Hank Azaria, Nicholas Gonzalez, Alex Borstein, Judah Friedlander és Missi Pyle is.
A sorozatot az Amerikai Egyesült Államokban a Fox adta le 2016. január 3. és május 22. között, Magyarországon a Viasat 6 tűzte műsorra 2017. március 9-én.

## Cselekmény
A történet egy kitalálta városban, Mexiforniában játszódik, ami közvetlen az amerikai-mexikói határnál helyezkedik el. Itt mutatják be két család, a Buckwaldok és a Gonzalezek életét. Bud Buckwald a helyi határőr, aki nem ért el sokat az életben, ellenben Ernesto Gonzalezzel, aki sikeres vállalkozóként éli az életét.

## Szereplők
| Szereplő         | Eredeti hang      | Magyar hang   |
| ---------------- | ----------------- | ------------- |
| Bud Buckwald     | Hank Azaria       | Bácskai János |
| Ernesto Gonzalez | Nicholas Gonzalez | Seder Gábor   |
| J.C. Gonzalez    | Nicholas Gonzalez | Vári Attila   |
| Becky Buckwald   | Alex Borstein     | Kiss Anikó    |
| Janice Buckwald  | Alex Borstein     | Kiss Erika    |
| Sanford Buckwald | Judah Friedlander | Dévai Balázs  |
| Gert Buckwald    | Missi Pyle        | Tóth Szilvia  |
| Donovan Cobb     | BJ Porter         | Orosz Gergely |

## Epizódok
| Sor. | Év. | Cím                                     | Rendező            | Író                               | Premier                             | Nézettség   | Gyártási szám |
| ---- | --- | --------------------------------------- | ------------------ | --------------------------------- | ----------------------------------- | ----------- | ------------- |
| 1.   | 1.  | Az eljegyzés (The Engagement)           | Jacob Hair         | Mark Hentemann , Lalo Alcaraz     | 2016. január 3. 2017. március 9.    | 2,34 millió | 1AXH01        |
| 2.   | 2.  | A fal (Borderwall)                      | Albert Calleros    | Mark Hentemann , Lalo Alcaraz     | 2016. január 10. 2017. március 16.  | 3,58 millió | 1AXH06        |
| 3.   | 3.  | Gigaegyház (MegaChurch)                 | Gavin Dell         | Valentina L. Garza                | 2016. január 17. 2017. március 23.  | 2,57 millió | 1AXH08        |
| 4.   | 4.  | Gimis futball (High School Football)    | Jack Perkins       | Dan Vebber                        | 2016. február 14. 2017. március 30. | 1,70 millió | 1AXH03        |
| 5.   | 5.  | Mackónap (Groundhog Day)                | Oreste Canestrelli | Kenny Byerly                      | 2016. február 21. 2017. április 6.  | 1,72 millió | 1AXH05        |
| 6.   | 6.  | J.C. sztrájkol (J.C. Strikes)           | Gavin Dell         | Michael Kennedy , Nathaniel Stein | 2016. március 13. 2017. április 13. | 2,16 millió | 1AXH11        |
| 7.   | 7.  | Drogbáró (Drug Lord)                    | Albert Calleros    | Mark Hentemann                    | 2016. április 3. 2017. április 20.  | 1,00 millió | 1AXH02        |
| 8.   | 8.  | A Santa Ana szél (Santa Ana Winds)      | Jacob Hair         | Jason Reich                       | 2016. április 10. 2017. április 27. | 1,19 millió | 1AXH13        |
| 9.   | 9.  | Szívroham (Heart Attack)                | Oreste Canestrelli | Alex Carter                       | 2016. április 17. 2017. május 4.    | 1,19 millió | 1AXH12        |
| 10.  | 10. | Bozóttűz (Wildfire)                     | Jacob Hair         | BJ Porter                         | 2016. április 24. 2017. május 11.   | 1,16 millió | 1AXH07        |
| 11.  | 11. | Gra Fiesta Noche (La Fiesta Noche Show) | Ray Claffey        | Vanessa Ramos                     | 2016. május 8. 2017. május 18.      | 1,08 millió | 1AXH10        |
| 12.  | 12. | Amerikai baba (American Doll)           | Jack Perkins       | Susan Hurwitz Arneson             | 2016. május 15. 2017. május 25.     | 1,30 millió | 1AXH09        |
| 13.  | 13. | Iva Coyote (Viva Coyote)                | Ray Claffey        | Gustavo Arellano                  | 2016. május 22. 2017. június 1.     | 1,16 millió | 1AXH04        |